# Åstorp
Åstorp è una cittadina (tätort) della Svezia meridionale, situata nella contea di Scania; è il capoluogo amministrativo della municipalità omonima, anche se il suo territorio interessa anche una piccola parte della municipalità di Ängelholm.